# پل لو گن
پل ژوزف ماری لی گوئِن (فرانسوی: [pɔl lə ɡwɛn]؛ زاده ۱ مارس ۱۹۶۴) بازیکن سابق تیم ملی فرانسه است. 
لی گوئن در خانواده‌ای مسیحی در پنکران فرانسه زاده شد. این مربی سابقه ۳ قهرمانی متوالی لوشامپیونه فرانسه و همچنین ۳ قهرمانی متوالی سوپرجام فرانسه را همراه با باشگاه لیون داشته است. او دو فصل سرمربی پاری سن ژرمن نیز بود و این تیم را از سقوط به لیگ ۲ فرانسه نجات داد و قهرمان جام اتحادیه فرانسه کرد. در یک دهه گذشته، او هدایت لو آور در لیگ ۲ فرانسه و باشگاه فوتبال بورسااسپور ترکیه را برعهده داشته است.

## اطلاعات شخصی
لو گوئن در دوران تحصیل برای مدرک کارشناسی ارشد در علوم اقتصادی در دانشگاه بروتانی در برست با همسرش، کلود، آشنا شد. تا سال ۲۰۰۶، آن‌ها سه فرزند دارند. همچنین در سال ۲۰۰۶، لو گوئن در ماراتن صحرا در صحرای مراکش شرکت کرد.

## عملکرد باشگاهی
لو گوئن در پنکران، فینیستر متولد شد. در دوران بازیگری‌اش، او به مدت پنج سال در استاد برستوا و دو سال در نانت بازی کرد، پیش از آنکه از زادگاهش در منطقه بروتانی به تیم پاری سن ژرمن برود. در طی هفت فصل حضور در پارک د پرنس، او ۴۷۸ بازی انجام داد و یک عنوان قهرمانی لیگ ۱ ، سه جام حذفی فرانسه، دو جام اتحادیه و مدال جام برندگان جام اروپا در سال ۱۹۹۶ را به دست آورد. لو گوئن گل پیروزی‌بخش را در فینال جام حذفی فرانسه در سال ۱۹۹۵ مقابل استراسبورگ به ثمر رساند.

## عملکرد ملی
در سطح بین‌المللی، لو گوئن ۱۷ بار برای تیم ملی فرانسه بازی کرد، اما به دلیل مصدومیت‌ها نتوانست بیشتر بازی کند. او بخشی از تیمی بود که همراه با اریک کانتونا و دیوید ژینولا نتوانست به جام جهانی ۱۹۹۴ صعود کند. لو گوئن دوران بازیگری خود را با شرکت در یک بازی دوستانه بین تیم بروتانی و کامرون در تاریخ ۲۱ مه ۱۹۹۸ به پایان رساند. این مسابقه با تساوی ۱–۱ به پایان رسید.

## دوران مربیگری
لو گوئن در دوران مربیگری خود در فرانسه بسیار موفق بود و به خصوص با هدایت تیم المپیک لیون، سه عنوان پیاپی قهرمانی در لیگ ۱ فرانسه را کسب کرد. او همچنین سرمربی تیم‌های استاد برستوا، پاری سن ژرمن، رِنجرز، تیم ملی کامرون، تیم ملی عمان، بورسااسپور و  لو آور بوده است. در ژوئیه ۲۰۱۶، قرار بود به عنوان سرمربی تیم ملی نیجریه معرفی شود، اما بر سر شرایط قرارداد به توافق نرسید.

### رن
در دوران حضور لو گوئن در رن بین سال‌های ۱۹۹۸ تا ۲۰۰۱، او به خاطر جذب بازیکنانی که در آن زمان ناشناخته بودند، مانند شبانی نوندا و الحاجی ضیوف شناخته شد. این بازیکنان تحت هدایت او به فوتبالیست‌های بااستعدادی تبدیل شدند. او در سال ۲۰۰۱ به دلیل اختلاف با هیئت مدیره باشگاه از سمت خود استعفا داد و این باعث شد که یک سال از فوتبال کناره‌گیری کند.

### المپیک لیون
لو گوئن در ۲۱ می ۲۰۰۲ پس از اینکه المپیک لیون اولین قهرمانی لیگ خود را به دست آورد، جایگزین ژاک سانتینی به عنوان سرمربی این تیم شد. او شروعی ناامیدکننده در دوران مربیگری خود در لیون داشت و در ۹ بازی اول تنها ۳ پیروزی به دست آورد، اما در نهایت توانست لیون را به سه قهرمانی متوالی دیگر در لیگ برساند و به مرحله یک‌چهارم نهایی لیگ قهرمانان اروپا راه یابد. او در ۹ می ۲۰۰۵، یک روز پس از اینکه لیون چهارمین قهرمانی متوالی لیگ ۱ را جشن گرفت، از سمت خود استعفا داد و ژرار هولیه جایگزین او شد.
پس از ترک باشگاه، لو گن یک سال از سرمربیگری فوتبال فاصله گرفت. در این مدت، او پیشنهادهای مربیگری از چند باشگاه بزرگ اروپایی از جمله بنفیکا و لاتزیو را رد کرد و همچنین اعلام کرد که به پاری سن ژرمن، باشگاه سابقش، باز نخواهد گشت.

### رنجرز
در ۱۱ مارس ۲۰۰۶ تأیید شد که لو گوئن موافقت کرده بود که از فصل ۲۰۰۶–۲۰۰۷ به جای الکس مک‌لیش به عنوان سرمربی رنجرز منصوب شود. او یک قرارداد سه‌ساله امضا کرد و گزینه‌ای برای تمدید خود در ایبروکس داشت. لو گوئن به سرعت تعدادی بازیکن جدید جذب کرد. او اولین مربی کاتولیک رنجرز بود، تیمی که هویت تاریخی پروتستانی دارد.
لو گوئن شروع ضعیفی در دوران مربیگری خود در رنجرز داشت. عملکرد او در ده بازی اول لیگ بدترین شروع یک مربی تازه‌کار در تیم‌های اولد فرم (یکی از دو تیم بزرگ فوتبال اسکاتلند) از زمان جان گریگ در فصل ۱۹۷۸-۱۹۷۹ بود. تیم گریگ تنها دو بازی را برده بود، شش بازی را مساوی کرده و دو بازی را باخته بود.
در ۸ نوامبر، رنجرز در مرحله یک‌چهارم نهایی جام لیگ اسکاتلند توسط تیم دسته اول سنت جانستون از مسابقات حذف شد. این نتیجه که اولین بار بود رنجرز در خانه توسط تیمی از دسته پایین‌تر از جام حذف می‌شد، اعتراضاتی را در خارج از ایبروکس به دنبال داشت و درخواست‌هایی برای بهبود وضعیت مطرح شد.
در ۱ ژانویه ۲۰۰۷، رنجرز اعلام کرد که لو گوئن بازوبند کاپیتانی بری فرگوسن را از او گرفته و او را از ترکیب تیم برای بازی روز بعد کنار گذاشته است. شبکه بی‌بی‌سی اسپورت گزارش داد که فرگوسن دیگر در دوران مربیگری لو گوئن برای رنجرز بازی نخواهد کرد.
در ۴ ژانویه ۲۰۰۷، رئیس باشگاه، دیوید موری اعلام کرد که لو گوئن با توافق دوجانبه از رنجرز جدا شده است. در آن زمان، این جدایی او را به کوتاه‌ترین دوران مربیگری در تاریخ باشگاه تبدیل کرد و او تنها مربی‌ای بود که بدون تکمیل یک فصل کامل، رنجرز را ترک کرد.
عملکرد لو گوئن در رقابت‌های اروپایی با رنجرز بسیار خوب توصیف شده است، چرا که تیم او در مسابقات لیگ اروپا ۲۰۰۶-۲۰۰۷ شکست نخورده و در صدر گروه خود قرار گرفت. اما نتایج ضعیف در مسابقات داخلی در نهایت منجر به جدایی او شد.

### پاری سن ژرمن
در ۱۵ ژانویه ۲۰۰۷ اعلام شد که لو گوئن به باشگاهی که زمانی به عنوان بازیکن کاپیتان آن بود بازمی‌گردد و جایگزین گی لاکومب به عنوان سرمربی تیم اول پاری سن ژرمن خواهد شد. زمانی که لو گوئن به پاری سن ژرمن رسید، این تیم در رده هفدهم لیگ ۱ قرار داشت، اما او موفق شد تیم را در اولین فصل خود از سقوط نجات دهد و آن‌ها را در رده پانزدهم لیگ به پایان فصل برساند. در فصل ۲۰۰۷-۲۰۰۸ لیگ ۱، مشخص شد که تیم تحت هدایت لو گوئن عملکردهای ناپایداری از خود نشان می‌دهد، زیرا این تیم چهار بازی مانده به پایان فصل در منطقه سقوط قرار داشت. با این حال، لو گوئن موفق شد پاری سن ژرمن را به قهرمانی در جام اتحادیه باشگاه‌های فرانسه برساند و لانس را با نتیجه ۲-۱ شکست دهد. همچنین، این تیم به فینال جام حذفی فوتبال فرانسه نیز راه یافت. قهرمانی در جام اتحادیه تضمین کرد که این تیم به رقابت‌های جام یوفا در فصل ۲۰۰۸-۲۰۰۹ راه یابد.

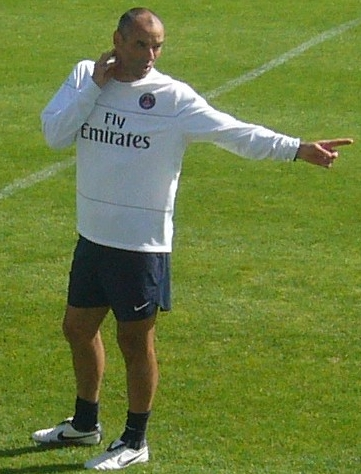
لو گوئن در یک جلسه تمرینی با پاری سن ژرمن در نوامبر ۲۰۰۹

### تیم ملی فوتبال کامرون
لو گوئن در ۱۵ ژوئیه ۲۰۰۹ به عنوان سرمربی تیم ملی فوتبال کامرون منصوب شد و یک قرارداد شش‌ماهه امضا کرد. او به سرعت تأثیر گذاشت و تیم را به مسابقات جام جهانی ۲۰۱۰ رساند. همچنین، او بازوبند کاپیتانی را از مدافع باتجربه ریگوبرت سانگ گرفت و ساموئل اتوئو را به عنوان کاپیتان جدید منصوب کرد. هر دو بازیکن به این تغییرات خوب پاسخ دادند؛ اتوئو گل‌های مهمی به ثمر رساند و سانگ نیز جایگاه خود را در ترکیب اصلی پس گرفت و کامرون به مرحله نهایی جام جهانی راه یافت. با این حال، کامرون اولین تیمی بود که به طور رسمی از جام جهانی ۲۰۱۰ حذف شد. لو گوئن در ۲۴ ژوئن ۲۰۱۰ استعفای خود را اعلام کرد.

### تیم ملی فوتبال عمان
در اواخر فصل ۲۰۱۰-۲۰۱۱، لو گوئن ادعا کرد که پیشنهادهایی از چند باشگاه لیگ ۱ که به دنبال پر کردن جایگاه‌های خالی بودند، دریافت کرده است، اما همه آن‌ها را رد کرد. در نهایت، او در ۱۱ ژوئن ۲۰۱۱ پیشنهاد سرمربیگری تیم ملی فوتبال عمان را پذیرفت. او عمان را به مرحله مقدماتی جام ملت‌های آسیا ۲۰۱۵ هدایت کرد؛ تیمی که در جام ملت‌های آسیا ۲۰۱۱ غایب بود. عمان در مرحله گروهی آن رقابت‌ها با یک برد و دو باخت حذف شد. لو گوئن پس از شروع ضعیف در رقابت‌های مقدماتی جام جهانی ۲۰۱۸، در ۱۹ نوامبر ۲۰۱۵ از سمت خود برکنار شد.

### بورسااسپور
لو گوئن در ۲۲ ژوئن ۲۰۱۷ به عنوان سرمربی جدید تیم بورسااسپور در سوپر لیگ ترکیه معرفی شد. اولین بازی او در ۱۱ اوت ۲۰۱۷ برگزار شد که تیمش با نتیجه ۱-۰ مقابل باشگاه فوتبال استانبول باشاق‌شهر شکست خورد. با این حال، به دلیل نتایج ضعیف پی‌درپی، او در ۱۰ آوریل ۲۰۱۸ از سمت سرمربیگری برکنار شد.

### لو آور
در ۲۹ مه ۲۰۱۹، پس از ده سال مربیگری در خارج از کشور، لو گوئن به فرانسه بازگشت و به عنوان سرمربی جدید تیم لو آور منصوب شد و جایگزین اسوالد تانشو شد. اولین بازی او به عنوان سرمربی در ۲۶ ژوئیه ۲۰۱۹ انجام شد و با تساوی ۲-۲ مقابل آژاکسیو به پایان رسید.
پس از کسب رتبه ششم در اولین فصل خود، لو گوئن در اوت ۲۰۲۰ قرارداد جدیدی امضا کرد و توافق خود را تا سال ۲۰۲۳ تمدید کرد. او در ژوئن ۲۰۲۲ از سمت خود برکنار شد، زیرا نتوانسته بود تیم را به لیگ بالاتر صعود دهد  در حالی که مذاکرات برای فروش باشگاه به یک کنسرسیوم آمریکای شمالی در جریان بود.او از جولای ۲۰۱۹ تا ژوئن ۲۰۲۲ سرمربی لو آور فرانسه بود.جالب اینکه سال بعد از اخراج این سرمربی، لو آور به لیگ یک فرانسه صعود کرد.

## آمار مربیگری
| تیم          | کشور     | از             | تا             | آمار | آمار | آمار  | آمار | آمار     | منبع   |
| تیم          | کشور     | از             | تا             | بازی | برد  | مساوی | باخت | درصد برد | منبع   |
| ------------ | -------- | -------------- | -------------- | ---- | ---- | ----- | ---- | -------- | ------ |
| رن           | فرانسه   | ژوئن ۱۹۹۸      | مه ۲۰۰۱        | ۱۲۱  | ۵۲   | ۲۳    | ۴۶   | ۰۴۳      | [ ۴۶ ] |
| لیون         | فرانسه   | ۲۱ مه ۲۰۰۲     | ۹ مه ۲۰۰۵      | ۱۵۶  | ۸۵   | ۴۳    | ۲۸   | ۰۵۴      | [ ۴۶ ] |
| رنجرز        | اسکاتلند | ۹ مه ۲۰۰۶      | ۴ ژانویه ۲۰۰۷  | ۳۱   | ۱۶   | ۸     | ۷    | ۰۵۲      | [ ۴۷ ] |
| پاری سن ژرمن | فرانسه   | ۱۵ ژانویه ۲۰۰۷ | ۱ ژوئن ۲۰۰۹    | ۱۳۲  | ۶۲   | ۳۰    | ۴۰   | ۰۴۷      | [ ۴۶ ] |
| کامرون       | کامرون   | ۱۵ جولای ۲۰۰۹  | ۲۴ ژوئن ۲۰۱۰   | ۱۹   | ۷    | ۵     | ۷    | ۰۳۷      | [ ۴۸ ] |
| عمان         | عمان     | ۱۲ ژوئن ۲۰۱۱   | ۱۹ نوامبر ۲۰۱۵ | ۸۵   | ۳۱   | ۲۸    | ۲۶   | ۰۳۶      | [ ۴۶ ] |
| بورسااسپور   | ترکیه    | ۲۲ ژوئن ۲۰۱۷   | ۱۰ آوریل ۲۰۱۸  | ۳۴   | ۱۳   | ۷     | ۱۴   | ۰۳۸      | [ ۴۶ ] |
| لو آور       | فرانسه   | ۲۹ مه ۲۰۱۹     | ۱۹ ژوئن ۲۰۲۲   | ۱۱۰  | ۳۷   | ۳۷    | ۳۶   | ۰۳۴      | [ ۴۹ ] |
| مجموع        | مجموع    | مجموع          | مجموع          | ۶۸۸  | ۳۰۳  | ۱۸۱   | ۲۰۴  | ۰۴۴      |        |

## افتخارات

### به عنوان بازیکن
پاری سن ژرمن
- لیگ ۱: ۹۴–۱۹۹۳ [۵۰]
- جام حذفی فوتبال فرانسه: ۹۳–۱۹۹۲، ۹۵–۱۹۹۴، ۹۸–۱۹۹۷ [۵۰]
- جام اتحادیه باشگاه‌های فرانسه: ۹۵–۱۹۹۴، ۹۸–۱۹۹۷[۵۰]
- سوپر جام فوتبال فرانسه: ۱۹۹۵ [۵۱]
- جام برندگان جام اروپا: ۹۶–۱۹۹۵ ;[۵۰] نایب قهرمانی: ۹۷–۱۹۹۶[نیازمند منبع]

### به عنوان مربی
لیون
- لیگ ۱: ۰۳–۲۰۰۲، ۰۴–۲۰۰۳، ۰۵–۲۰۰۴ [۲]
- سوپر جام فوتبال فرانسه: ۲۰۰۲، ۲۰۰۳، ۲۰۰۴ [۲]

پاری سن ژرمن
- جام اتحادیه باشگاه‌های فرانسه: ۰۸–۲۰۰۷ [۵۲]
- نایب قهرمانی جام حذفی فوتبال فرانسه: ۰۸–۲۰۰۷ [۲]